# Гулумян, Оксана Владимировна
Окса́на Влади́мировна Гулумя́н (род. 8 декабря 1982, Бийск, Алтайский край), в девичестве Елясова — российская легкоатлетка, специалистка по бегу на короткие дистанции и барьерному бегу. Выступала на профессиональном уровне в первой половине 2000-х годов, член сборной России, двукратная чемпионка Европы среди молодёжи, победительница и призёрка первенств всероссийского значения, участница чемпионата мира в Хельсинки. Представляла Москву и Алтайский край. Мастер спорта России международного класса.

## Биография
Оксана Елясова родилась 8 декабря 1982 года в городе Бийске Алтайского края. Впоследствии переехала на постоянное жительство в Москву, окончила Российский государственный университет физической культуры, спорта и туризма.
Занималась лёгкой атлетикой под руководством тренеров В. П. Решетова, С. Б. Цивашова, В. А. Трефилова, М. М. Телятникова.
Дебютировала на взрослом всероссийском уровне в сезоне 2000 года, выступив в беге на 400 метров и беге на 400 метров с барьерами на чемпионате России в Туле.
В 2002 году на чемпионате России в Чебоксарах выиграла серебряную медаль в беге на 400 метров с барьерами.
В 2003 году выступала уже под фамилией Гулумян. Попав в состав российской национальной сборной, приняла участие в Кубке Европы по лёгкой атлетике во Флоренции, где в 400-метровом барьерном беге заняла шестое место. На молодёжном европейском первенстве в Быдгоще одержала победу в беге на 400 метров с барьерами и в эстафете 4 × 400 метров — вместе с соотечественницами Юлией Гущиной, Натальей Ивановой и Татьяной Фировой. На чемпионате России в Туле вновь стала серебряной призёркой в барьерах.
В 2005 году на чемпионате России в Туле взяла бронзу в барьерном беге на 400 метров и с командой Москвы победила в эстафете 4 × 400 метров. Благодаря череде удачных выступлений удостоилась права защищать честь страны на чемпионате мира в Хельсинки — здесь в программе бега на 400 метров с барьерами дошла до стадии полуфиналов. По окончании сезона завершила спортивную карьеру.
За выдающиеся спортивные достижения удостоена почётного звания «Мастер спорта России международного класса».